# Hope, Kansas
Hope là một thành phố thuộc quận Dickinson, tiểu bang Kansas, Hoa Kỳ. Năm 2010, dân số của xã này là 368 người.

## Dân số
Dân số các năm:
- Năm 2000: 372 người
- Năm 2010: 368 người